# Сухосолотино
Сухосолотино (рос. Сухосолотино) — село в Івнянському районі Бєлгородської області Російської Федерації.
Населення становить 435  осіб. Входить до складу муніципального утворення Сухосолотинське сільське поселення.

## Історія
Населений пункт розташований у східній частині української суцільної етнічної території — східній Слобожанщині.
Згідно із законом від 20 грудня 2004 року № 159 від 20 грудня 2004 року органом місцевого самоврядування було Сухосолотинське сільське поселення.

## Населення
| 2002 | 2010 | 2012 | 2013 | 2014 | 2015 | 2016 |
| ---- | ---- | ---- | ---- | ---- | ---- | ---- |
| 617  | ↘499 | ↘489 | ↗490 | ↘488 | ↘482 | ↘476 |